# Valtatie 11

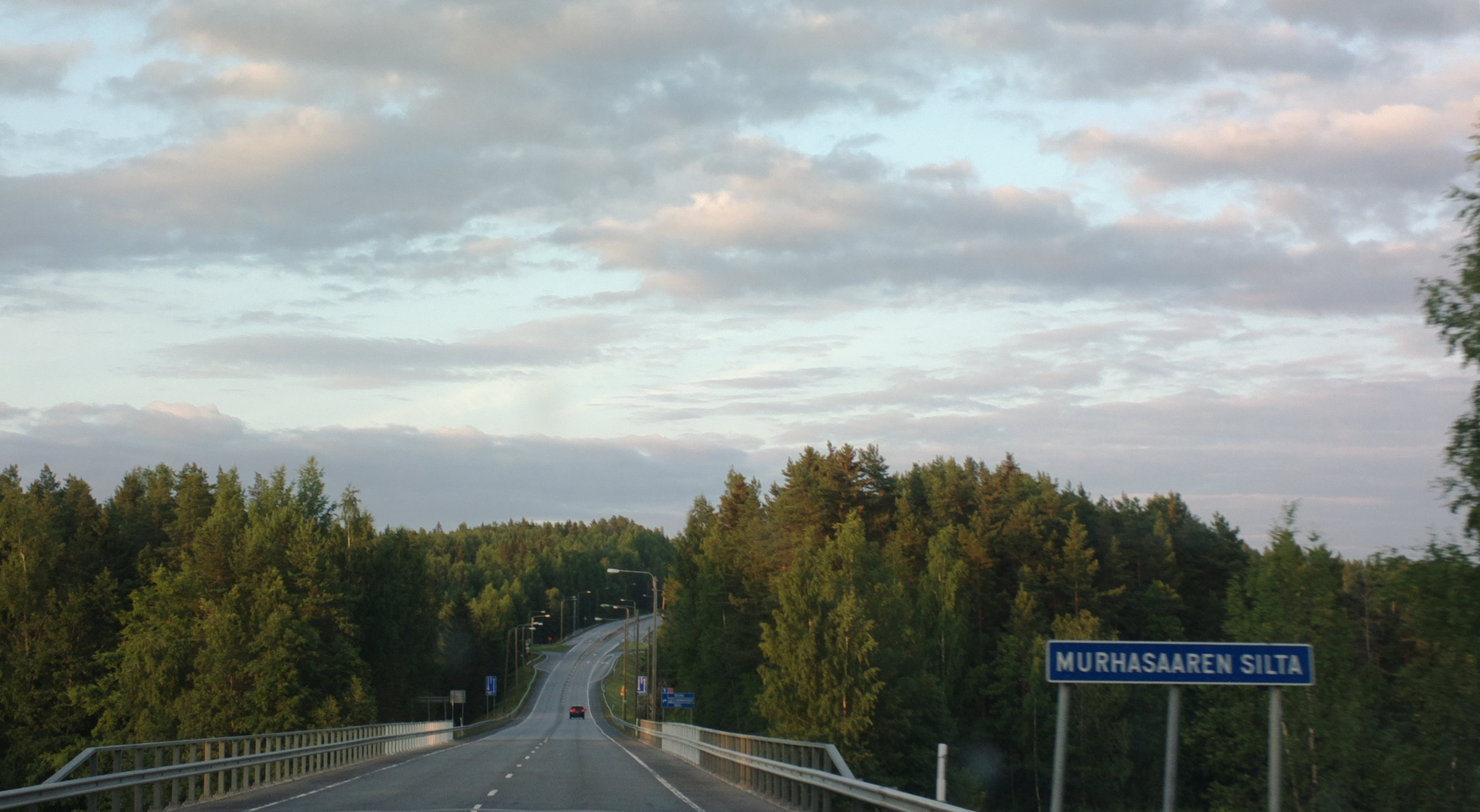
La Valtatie 11 nei pressi di Nokia, sul ponte Murhasaari

La Valtatie 11 (in svedese Riksväg 11) è una strada statale finlandese. Ha inizio a Nokia e si dirige verso ovest, verso il Golfo di Botnia, su un tracciato abbastanza pianeggiante e rettilineo, dove si conclude dopo 97 km nei pressi di Pori.

## Percorso
La Valtatie 11 tocca i comuni di Sastamala, Kokemäki e Ulvila.